# Laila Goody
Laila Goody, född 22 mars 1971 i Stavanger, är en norsk skådespelare.

## Biografi
Goody gick ut Statens Teaterhøgskole 1994 och är sedan samma år anställd vid Nationaltheatret. Här har hon haft stora roller som Hilde i Henrik Ibsens Frun från havet (2000), Ellinor i Alex Brinchmanns Karusell (2000), Eleonora i August Strindbergs Påsk (2000) och titelrollen i Friedrich von Schillers Maria Stuart. Hennes Rebekka i Ibsens Rosmersholm (1998) visades i tv och belönades med Gullruten (2002). 2003 mottog hon Heddaprisen för rollen som Cathrine i Bevis av David Auburn på Trøndelag Teater. Hon utmärkte sig också i huvudrollen i Centralteatrets uppsättning av Bertolt Brechts Den goda människan från Sezuan (2003).
På film har Goody haft huvudroller i Jonny Vang (2003) och Den som frykter ulven (2004).

## Priser och utmärkelser
- 2001 – Per Aabels ærespris[4]
- 2002 – Radioteatrets Blå fugl[5]
- 2002 – Gullruten (i klassen "Beste kvinnelige skuespiller")[6]
- 2003 – Heddaprisen (i klassen "Fremragende sceneprestasjon")[7]
- 2004 – Gammleng-prisen (i klassen "Skuespiller")[8]
- 2013 – Amandaprisen (i klassen "Beste kvinnelige skuespiller" för filmen Som du ser meg)[9]